# Conjunto Estrela d'Alva

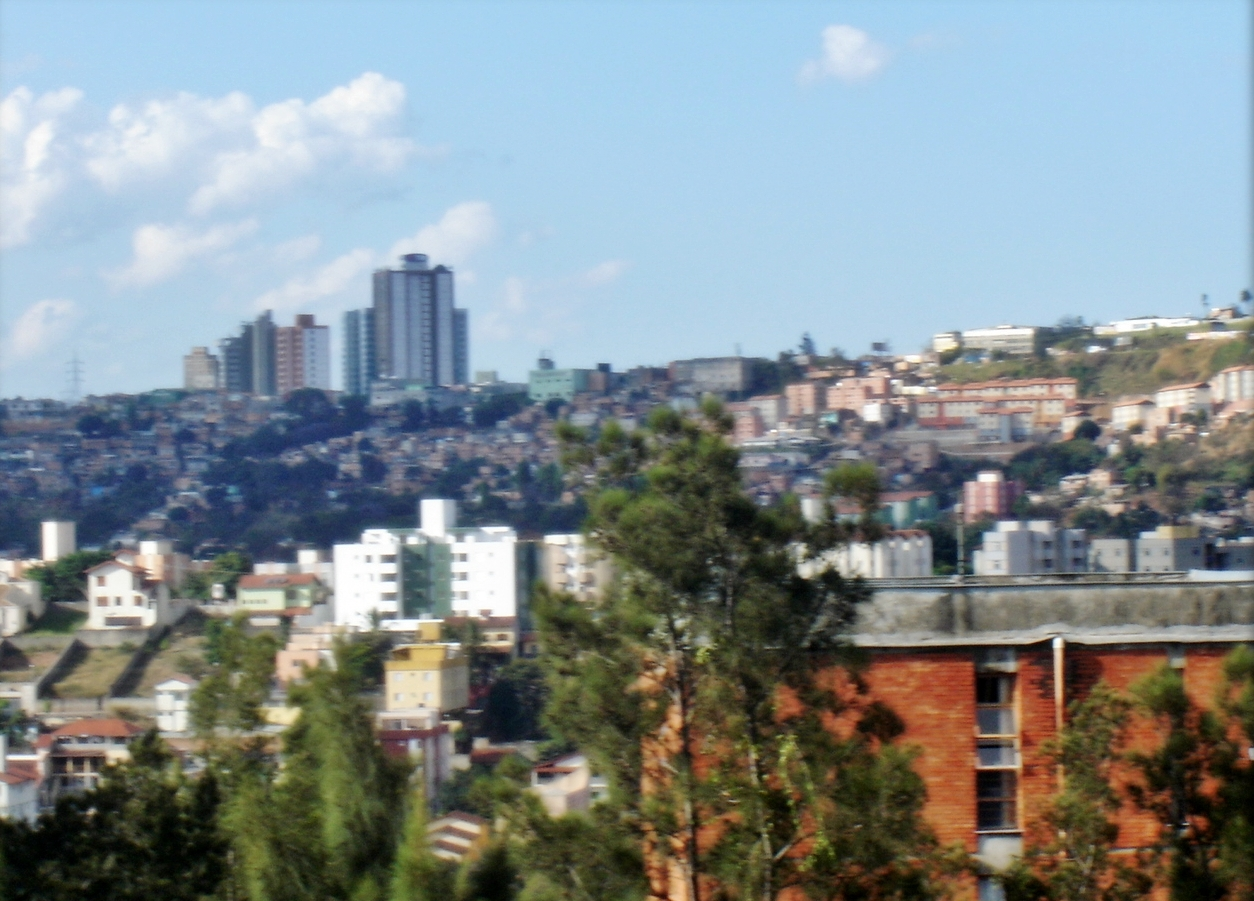
Conjunto Habitacional Estrela D'alva.

Conjunto Habitacional Cercadinho, antigo Paineiras, popularmente conhecido como Conjunto Estrela D'alva, é um grande condomínio da região Oeste de Belo Horizonte.
É formado por 154 mil m², 1381 apartamentos de 2 ou 3 quartos e prédios de 4 ou 10 andares, padrão BNH. O Conjunto Estrela D'alva é a maior área verde urbanizada de Belo Horizonte. Sua área total soma 154.000 metros quadrados. O Conjunto conta ainda com uma Igreja Católica (Paróquia Santa Maria Estrela da Manhã), um Centro Comercial, um parque (Parque Estrela D'alva), um Posto de Saúde,Centro de Referência e Assistência Social (CRAS) Havaí e uma escola pública (Escola Municipal Prefeito Aminthas de Barros), uma Sociedade de Condomínios (Sociedade de Condomínios do Conjunto Habitacional Paineiras) que substitui a associação comunitária, sendo que foi um dos primeiros projetos no Brasil.
Há, inclusive um movimento comunitário que defende o tombamento do conjunto para que seus aspectos arquitetônicos originais não sejam modificados[carece de fontes?]. O projeto arquitetônico e paisagístico do conjunto já foi objeto de destaque em revistas especializadas[carece de fontes?].
O Estrela D'alva firmou-se, passados mais de 20 anos da sua inauguração, como uma agradável exceção à regra, manteve a essência da sua concepção arquitetônica e urbanística original e ainda consegue emocionar muitos dos seus habitantes, que se manifestaram espontâneamente .

## História
O conjunto foi construído no final da década de 1970 pela Inocoop Centrab e oficialmente entregue em 1984, sendo portanto mais antigo que o vizinho Buritis.
No início do bairro era muito difícil o transporte devido as poucas saídas, característica que marca até os dias de hoje, vide o Buritis, tendo saída pelo antigo bairro Cercadinho que posteriormente foi absorvido pelo bairro Estoril. Nesta época o ônibus era chamado de “Poerinha” e passava pelo Jardim América.
Nos primeiros anos o comércio se limitava ao Mercado do Português, um mercadinho pequeno que usou a edificação do alojamento dos pedreiros da obra que ficava onde hoje e a entrada do Parque Estrela Dalva. E depois passou para onde seria construído o centro comercial.

Na década de 1990, para evitar desavenças entre os moradores, principalmente por causa dos estacionamentos, passou-se a cercar as quadras e separar as áreas menores para melhor organizar a questão de condomínio da área e a segurança das mesmas.
A Quadra 89 foi a primeira a fazer o cercamento interno em virtude da segurança,sendo que aconteceu na Rua Deputado Sebastião Nascimento fundos com Rua Havana, foi no final dos anos 80. O projeto original do arquiteto Joel Campolina não previa cercamento externo e interno.

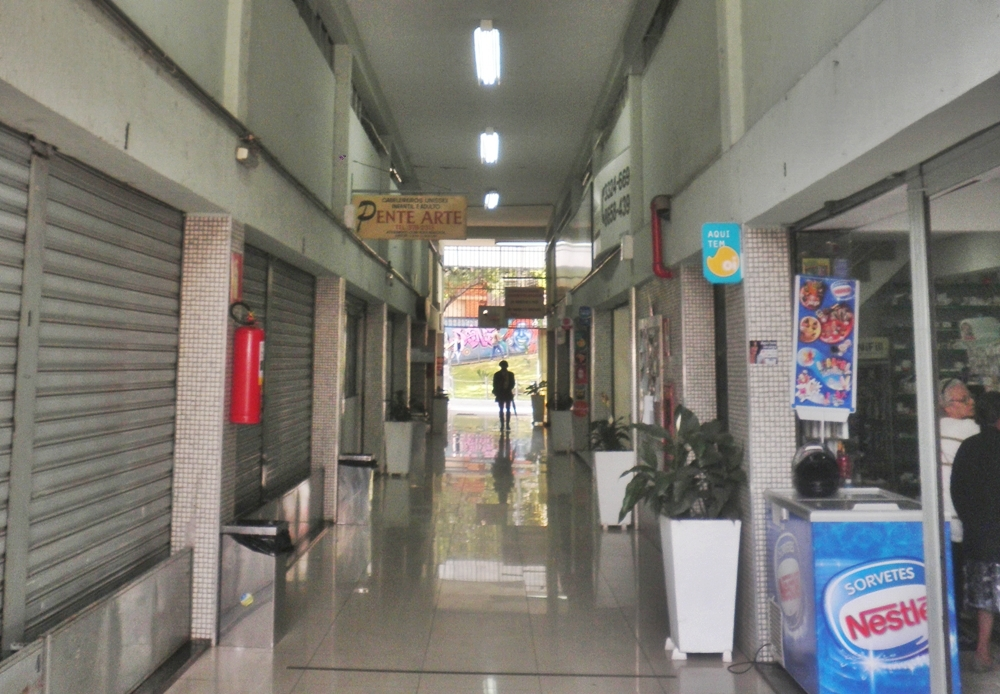
Centro Comercial

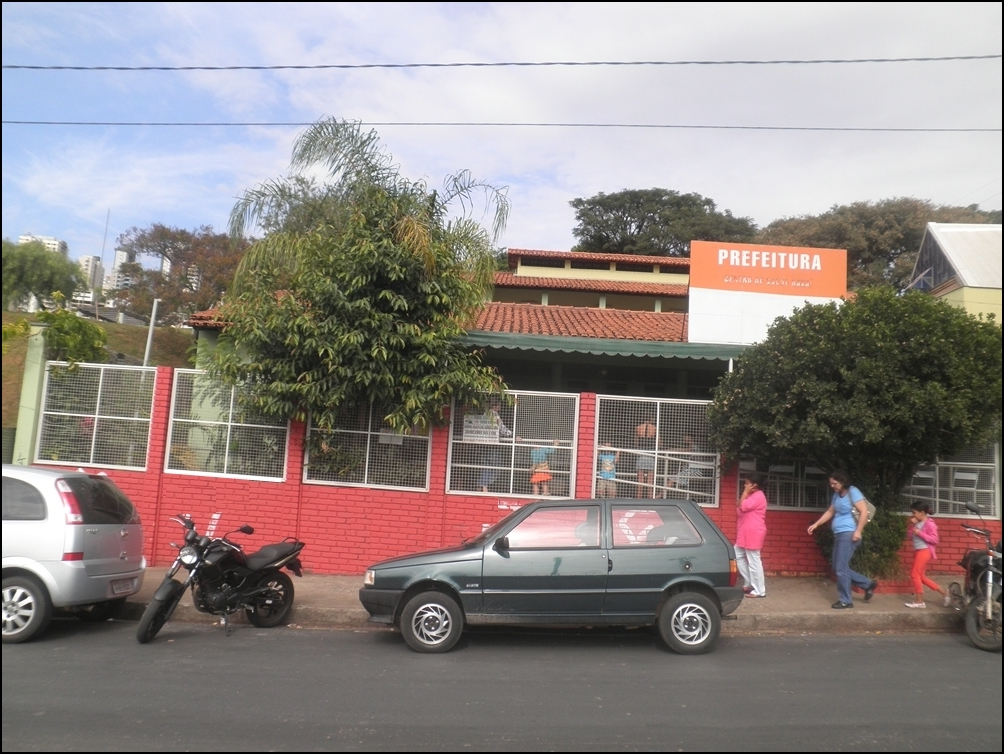
Posto de Saúde do Bairro

## Parques
- Parque Estrela Dalva.

## Ruas e Avenidas
- Avenida Costa do Marfim;
- Rua Manila;
- Rua Áustria;
- Rua Georgia;
- Rua San Salvador;
- Rua Havana;
- Rua Deputado Sebastião Nascimento;
- Rua Paulo Diniz Carneiro.